# Ferdinand Ulrich
Ferdinand Ulrich (Odry, Csehszlovákia, 1931. február 23. – 2020. február 11.) német filozófus, keresztény gondolkodó.

## Élete
Ferdinand Ulrich a freising: Filozófiai-Teológiai Főiskolán kezdte el tanulmányait, majd a müncheni Lajos–Miksa Egyetemen folytatta, ahol filozófiát, pszichológiát, pedagógiát és fundamentális teológiát hallgatott. Münchenben doktorált 1956-ban (Inwiefern ist die Konstruktion der Substanzkonstitution massgebend für die Konstruktion des Materiebegriffes bei Thomas von Aquin, Duns Scotus und F. Suarez?), ezt követte filozófiai habilitációja 1958-ban a Salzburgi Egyetemen (Versuch einer spekulativen Entfaltung des Menschenwesens in der Seinsteilhabe). 1958-tól a regensburgi Pedagógiai Főiskolán tanított, mely később a Regensburgi Egyetem része lett. 1967-től a filozófia rendes professzora, professor emeritus 1996-tól. Ezenkívül tanított a Salzburgi Egyetemen és a Jezsuita Filozófiai Főiskolán előbb Pullachban, majd Münchenben. Regensburgban élt.

## Alaptémái
Gondolkodásának középpontjában a konkrét ember áll, a mindig konkrét ember sajátlétének szerkezete, életvilága, világban-való-léte. Ugyanakkor Ferdinand Ulrich antropológiája elválaszthatatlan létszemlélésétől és létértelmezésétől (Seinsdenken), hisz amikor az emberre kérdez, kérdezése az emberi léttapasztalás mélységeiből fakad fel. Bármiről is legyen szó, gondolkodása mindig és eredendően azé a metafizikusé, aki az emberi ittlét jelenségeit a létkérdés fényében és merész kockázatában ("Wagnis der Seinsfrage") szemléli s fejti ki.
Létértelmezését különösképpen inspirálja Aquinói Szent Tamás, kinek szemléletében a lét minden való aktus-teljessége. Ebből kiindulva bontja ki a létnek mint szeretetnek (illetve a létnek mint ajándéknak) a metafizikáját, állandó párbeszédben főként a német idealizmussal (Hegel) és Heidegger-rel, de Marx-szal, Kierkegaard-dal, Freud-dal és másokkal is. Kifejezetten keresztény filozófusként értelmezi magát. Ezen előfeltételek által sikerül kibékítenie egyfelől a hagyományos metafizikát és az újkori transzcendentális filozófiát, másfelől ez előbbi két álláspontot a dialogikus filozófiával. Ulrich gondolkodása a szubzisztáló létező és a nem szubzisztens lét ontológiai differenciájának egyre újabb szempontokból és mélységből való megközelítésének tekinthető (Kreisendes Denken). E különbség teljes alakját, és ebből eredően az ontológiai differencia interpretációjának tulajdonképpeni horizontját az Én és a Te személyes különbségében, az egészen szabad Én-Te-Mi alakjában (Freiheitsgestalt: Ich-Du-Wir) pillantja meg. Ezért ontológia és antropológia egymásra vonatkoznak, vonatkoztatottak anélkül, hogy egymásba oldódnának. 
Radikális létértelmezése, a létnek mint szeretetnek a szemlélete alapján Ulrich azon filozófusok gondolkodói hagyományához tartozik, akik fölül akarják múlni a metafizikát, különösképp a lényegmetafizika (vagy szubsztancia-ontológia) statikus értelmében vett ontológiát. Ugyanakkor úgy fogja fel önmagát, mint azon bölcselők egyikét, akik (mintegy mint Heidegger) a tradíció filozófiai kísérleteit, vázlatait egy elmélyített léttapasztalás forrásából hallgatják, s metafizikai alaptörekvéseiket jövőrenyílóan ebből a dimenzióból fogják fel, fejezik ki újból (Kierkegaard: "nach vorne wiederholen", Metaphysik in der Wiederholung).
Amennyiben a létnek mint szeretetnek e filozófiája az emberi személylét megszabadított, teljes alakját tartja szem előtt, akkor megszabadított gondolkodásként (befreites Denken) csak ott lehetséges, ahol az ember szabaddá válik e személylétre: a Szabadító érkezésének közegében, a megváltott szabadság (erlöste Freiheit) vagy a teljes végesség (heile Endlichkeit) terében, mely szabadságot és végességet a német filozófus az Egyház személyes lényegeként szemléli.

## Publikációk
Ferdinand Ulrich művei a Johannes Verlag Einsiedeln által kiadott formában, írásainak eddig öt kötetet kitevő, még lezáratlan gyűjteményében olvashatók. Mindazonáltal a német filozófus 1980 után alig írt teljesen új szöveget. A Schriften egy-egy kötete számára többnyire régebbi írásait dolgozta át. Az első, egyben kulcsjelentőségű műve korai alkotásának (Sein und Wesen, 1954) és habilitációs dolgozatának át- és egybedolgozott alakja: Homo abyssus. Das Wagnis der Seinsfrage, mely először 1961-ben jelent meg. Különös figyelmet érdemel az Írások eddigi köteteinek sorában az utolsó, melyben 830 oldalon keresztül szerzőnk a Tékozló fiú példabeszédét (Lk 15,11-32) fejtegeti az Isten és ember közötti lét-dráma értelmében: Gabe und Vergebung. Ein Beitrag zur biblischen Ontologie.
További publikációi javarészt tanulmányok (körülbelül 60) és részben terjedelmes értekezések, amelyek többnyire külföldi folyóiratokban és gyűjteményes kötetekben láttak napvilágot. Mind tanulmányai, mind kisebb művei a regensburgi filozófus Homo abyssus-ban már érett kifejezésre jutó forráslét-tapasztalatából erednek: abból a fiatalkori intuícióból, amely minden teremtett differenciát a Szentháromságon belüli "származások" differenciájában gyökerezőként szemlél, az Ajándékozó és az Ajándék Trennung-jának kimeríthetetlen isteni "differenciája" fényében.
Az "ontológiai evolúcióra", a nevelés metafizikájára, az emberi szóra és szabadságra, az újkori ateizmusra, az imára mint a teremtmény alapvető aktusára és a szentírási létértelmezésre való későbbi reflexiói mind e távlatban nyílnak, korai léttapasztalatából és létértelmezéséből fakadóan (Atheismus und Menschwerdung – 1966; Der Mensch als Anfang. Zur philosophischen Anthropologie der Kindheit – 1970; Gebet als geschöpflicher Grundakt – 1973;Gegenwart der Freiheit – 1974).

## Recepció
A szélesebb körű recepciót megnehezítette egyrészt Ulrich gondolatmeneteinek spekulatív karaktere és köröző stílusához szervesen hozzátartozó egyedi szóalkotásai, másrészt reflexiójának keresztény alapozottsága. Elszigetelten ugyan, de születtek és születnek a regensburgi filozófus szellemi munkásságával számot vető értékelések, filozófiája iránt érdeklődők. Mindazonáltal Hans Urs von Balthasar, svájci irodalomtudós és teológus életművében történt intenzív recepciója kiemelkedő jelentőségű. A Homo abyssus hátoldalán a múltszázad egyik legnagyszerűbb keresztény gondolkodója így összegzi Ferdinand Ulrich filozófiájának újdonságát és relevanciáját: "Ulrich filozófiáját az köti össze a nagyszabású kreatív teljesítményekkel, hogy szemtől szemben áll és elszakíthatatlan egységet alkot más nagyszabású intuíciókkal: éppoly közvetlenül beszél Aquinói Tamással, mint Schellinggel, Hegellel és Heideggerrel. Továbbá az általam ismert összes ontológiai elgondoláshoz képest azzal az előnnyel rendelkezik, hogy a keresztény kinyilatkoztatás legbelsőbb misztériumaival is szemtől szemben áll. Úgy nyitja meg ezeket, hogy közben nem hagyja el a szigorú értelemben vett filozófia terét. Ezáltal a filozófia és teológia közötti reménytelen dualizmust talán szerencsésebben múlja felül, mint őt megelőzően bárki más."
Egy vallásfilozófiai gyűjteményes kötet Ulrichot "az évszázad egyik legjelentősebb vallásfilozófusának" nevezi. Ulrich filozófiájáról német nyelvterületen eddig Martin Bieler (1991), Reinhard Feiter (1994), Stefan Oster (2004) és Marine de la Tour (2016) írtak egy-egy doktori disszertációt, magyar nyelvterületen Mazgon Gábor (2020). Ulrich életművét a szalézi szerzetes-filozófus és teológus, Stefan Oster gondozza, aki 2014-től Passau püspöke és ugyanitt a Ferdinand Ulrich Archiv megalapítója. A regensburgi filozófus recepcióját angolszász nyelvterületen megkönnyítheti, hogy 2018 októberében a Humanum Academic Press-nél megjelent a Homo abyssus angol nyelven David Christopher Schindler fordításában: Homo Abyssus. The Drama of the Question of Being címmel. A Communio Nemzetközi Katolikus Folyóirat USA-beli szerkesztősége külön számot szentelt 2019 tavaszán Ferdinand Ulrichnak, és közkinccsé tette a mű angol nyelvű kiadása kapcsán tartott tudományos konferencia anyagának oroszlánrészét.

## Művei

### Schriften
- Ulrich, Ferdinand. I: Homo abyssus. Das Wagnis der Seinsfrage, 2. kiadás (német nyelven), Freiburg: Johannes Verlag Einsiedeln (1998). ISBN 3-89411-284-0
- Ulrich, Ferdinand. II: Leben in der Einheit von Leben und Tod (német nyelven). Freiburg: Johannes Verlag Einsiedeln (1999). ISBN 3-89411-358-8
- Ulrich, Ferdinand. III: Erzählter Sinn. Ontologie der Selbstwerdung in der Bilderwelt des Märchens, 2. kiadás (német nyelven), Freiburg: Johannes Verlag Einsiedeln (2002). ISBN 3-89411-362-6
- Ulrich, Ferdinand. IV: Logo-tokos. Der Mensch und das Wort (német nyelven). Freiburg: Johannes Verlag Einsiedeln (2003). ISBN 3-89411-383-9
- Ulrich, Ferdinand. V: Gabe und Vergebung. Ein Beitrag zur biblischen Ontologie (német nyelven). Freiburg: Johannes Verlag Einsiedeln (2006). ISBN 3-89411-392-8
- Ulrich, Ferdinand. VI: Virginitas foecunda. Krippe und Kreuz - fruchtbare Jungfräulichkeit (német nyelven). Freiburg: Johannes Verlag Einsiedeln (2021). ISBN 978-3-89411-454-1

### Kisebb művei
- Ulrich, Ferdinand. Der Mensch als Anfang. Zur philosophischen Anthropologie der Kindheit (német nyelven). Freiburg: Johannes Verlag Einsiedeln (1970). ISBN 978-3-89411-286-8
- Ulrich, Ferdinand. Gebet als geschöpflicher Grundakt (német nyelven). Freiburg: Johannes Verlag Einsiedeln (1973). ISBN 3-265-10143-6
- Ulrich, Ferdinand. Gegenwart der Freiheit (német nyelven). Freiburg: Johannes Verlag Einsiedeln (1974). ISBN 3-265-10154-1
- Ulrich, Ferdinand. Atheismus und Menschwerdung (német nyelven). Freiburg: Johannes Verlag Einsiedeln (1975). ISBN 3-265-10076-6

## Szakirodalom

### Monográfiák
- Bieler, Martin. Freiheit als Gabe. Ein schöpfungstheologischer Entwurf (német nyelven) (1991). ISBN 3-451-22294-9
- Feiter, Reinhard. Zur Freiheit befreit. Apologie des Christlichen bei Ferdinand Ulrich (német nyelven) (1994). ISBN 3-429-01603-7
- Oster, Stefan. Mit-Mensch-Sein. Phänomenologie und Ontologie der Gabe bei Ferdinand Ulrich (német nyelven) (2004). ISBN 3-495-48126-5
- Tour, Marine, de la: Gabe im Anfang. Grundzüge zur metaphysisches Denken von Ferdinand Ulrich (német nyelven), Münchener Philosophische Studien, Kohlhammer (2016). ISBN 9783170311237
- Schindler, David Christopher. A Companion to Homo Abyssus (angol nyelven) Humanum Academic Press (2019). ISBN 9781948195010
- Sperling, Christoph: Liebe Umsonst. Biographische Skizzen zu Ferdinand Ulrich (en allemand), Verlag A. Wegner, Brixen 2024. ISBN 9788865633601

### Tanulmányok
- Oster, Stefan. „Metaphysik in der Wiederholung nach vorne”. Zu einer wesentlichen Dimension im Denken von Ferdinand Ulrich (német nyelven), 205-222. o. (1998)
- Pitschl, Florian (1995). „„Wenn ihr nicht werdet wie die Kinder...” Ferdinand Ulrichs Philosophische Anthropologie der Kindheit im Gespräch mit Wertvorstellungen am Ende der Moderne” (német nyelven). Communio. Internationale Katholische Zeitschrift (24), 50-60. o.
- Tourpe, Emmanuel (2005). „Le thomisme ontologique de Gustav Siewerth, Ferdinand Ulrich et Hans André à l'arrière-plan de la pensée balthasarienne”. Revista Española de Teología (65/4), 467-491. o.
- Tourpe, Emmanuel (2008). „La positivité de l'être comme amour chez Ferdinand Ulrich à l'arrière-plan de Theologik III. Sur un mot de Hans Urs von Balthasar”. Gregorianum (89/1), 86-117. o.
- Oster, Stefan (2010): ,,Thinking Love At The Heart Of Things. The Metaphysics of Being as Love in the Work of Ferdinand Ulrich”, in Communio: International Catholic Review [Washington, D.C.] 37 (Winter, 2010) 660–700
- Schindler, David Christopher (2016): „The Grace of Being. Ferdinand Ulrich and the Tasks of a Faithful Metaphysics in the Face of Modernity”, in Christian Wisdom Meets Modernity (szerk. Kenneth Oakes), Bloomsbury Publishing, T&T Clark, New York
- Szalay Mátyás (2017): „A filozófia tekintélye – philosophari in Maria. Válasz Ferdinand Ulrich elmélkedésére”, in Communio. Nemzetközi katolikus folyóirat  [Budapest] XXV (2017/1–2) 110–136. o.

### Recenziók
- Kern, Walter (1962). „Rezension zu: „Ferdinand Ulrich, Homo abyssus”” (német nyelven). Scholastik (37), 401-405. o.
- Endres, Josef (1964). „Rezension zu: „Ferdinand Ulrich, Homo abyssus”” (német nyelven). Theologische Revue (60), 245-247. o.
- Haefner, Gerd (1976). „Rezension zu: „Ferdinand Ulrich, Gegenwart der Freiheit”” (német nyelven). Theologie und Philosophie (51), 118-122. o.
- Rochus, Leonhardt (2001). „Rezension zu: „Ferdinand Ulrich, Homo abyssus” (Neuauflage 1998)” (német nyelven). Theologische Literaturzeitung (126), 208k. o.
- Tourpe, Emmanuel (2008). „Thomas d'Aquin est le penseur de l'être comme amour. À propos de deux livres récents. I. L'être comme amour selon Ferdinand Ulrich” (francia nyelven). Revue Philosophique de Louvain (106/2), 363-371. o.
- Jakab Krisztina Franciska (2021). „Ferdinand Ulrich: Virginitas foecunda. Krippe und Kreuz – fruchtbare Jungfräulichkeit, Schriften VI”, in Sapientiana (14/2) 113-115. o.

### Disszertációk
- Oster, Stefan. Mit-Mensch-Sein. Zum Verhältnis von Ontologie und Intersubjektivität im Denken von Ferdinand Ulrich (német nyelven). Augsburg: Katholisch-Theologische Fakultät der Universität Augsburg (2003)
- Mazgon Gábor: Máriában olvasni az Írást. Ferdinand Ulrich biblikus ontológiája és ontologikus exegézise [Dissertatio ad doctoratum] Pázmány Péter Katolikus Egyetem Hittudományi Kar, Budapest (2020)

## Külső hivatkozások
- Forschungstätigkeit, Veröffentlichungen, Herausgebertätigkeit Pr. Dr. Ferdinand Ulrich (1991-1994) (német nyelven). Universität Regensburg. (Hozzáférés: 2010. május 24.)
- Forschungsbericht Pr. em. Dr. Ferdinand Ulrich (1994-1997) (német nyelven). Universität Regensburg. (Hozzáférés: 2010. május 24.)
- Ulrich, Ferdinand (1996). „A dangerous reflection on the fundamental act of the creature” (angol nyelven). Communio: IntCathRew (23), 37-46. o. (Hozzáférés: 2010. május 24.)
- Ulrich, Ferdinand (1969). „Logik der Existenz und Offenbarung. Ein Gespräch mit Hegel anhand zweier Bücher von Claude Bruaire” (német nyelven). Zeitschrift für philosophische Forschung. (Hozzáférés: 2010. május 24.)
- Schindler, David C. (2005). „What's the Difference? On the Metaphysics of Participation in a Christian Context” (angol nyelven). The Saint Anselm Journal (3.1). [2010. május 28-i dátummal az eredetiből archiválva]. (Hozzáférés: 2010. május 24.)

## Fordítás
- Ez a szócikk részben vagy egészben  a   Ferdinand Ulrich című német Wikipédia-szócikk fordításán alapul.  Az eredeti cikk szerkesztőit annak laptörténete sorolja fel. Ez a jelzés csupán a megfogalmazás eredetét és a szerzői jogokat jelzi, nem szolgál a cikkben szereplő információk forrásmegjelöléseként.